# راسيل جورمان
راسيل جورمان (بالإنجليزية: Russ Gorman)‏ هو سياسي أسترالي، ولد في 20 يوليو 1926 في أستراليا، وتوفي في 3 يناير 2017 في أستراليا. حزبياً، نشط في حزب العمال الأسترالي. وقد انتخب عضو مجلس النواب الأسترالي عن دائرة Division of Greenway ‏ (1 ديسمبر 1984 – 29 يناير 1996) وانتخب عضو مجلس النواب الأسترالي عن دائرة Division of Chifley ‏ (5 مارس 1983 – 1 ديسمبر 1984).